# Pierre de Marca
Pour les articles homonymes, voir Marca.
Pierre de Marca est un historien du Béarn et archevêque français né à Gan (Pyrénées-Atlantiques) le 24 janvier 1594 et mort le 29 juin 1662.

## Biographie
Pierre de Marca fut président du parlement de Navarre, du conseil de Pau en 1621, intendant de justice en Béarn et Navarre de 1631 à 1638, et maître des requêtes en 1639. Devenu veuf, il abandonna la justice pour la robe d'ecclésiastique en 1642.
Conseiller d'État, il devient évêque de Couserans (dans l'ouest de l'actuelle Ariège). En 1644, est nommé par Louis XIV Visiteur général dans le principat de Catalogne et dans les comtés de Roussillon et de Cerdagne. Il a été nommé archevêque de Toulouse en 1652. 
En 1656, la mission lui est confiée, en compagnie de Hyacinthe Serroni évêque d'Orange, de formaliser la frontière séparant la France et l'Espagne. En 1660, il est désigné pour représenter le roi à la conférence de Céret qui devait fixer les limites; le procès-verbal de la conférence, rédigé par son secrétaire Étienne Baluze, est actuellement conservé dans les manuscrits de la Bibliothèque nationale de France à Paris. À cette fin, il rassemble dans un ouvrage nommé la Marca hispanica sive limes hispanicus, hoc est, Geographica & historica descriptio Cataloniae, Ruscinonis, & circum jacentium populorum, publié à Paris après sa mort en 1668 par son secrétaire, Étienne Baluze, des documents tirés des archives des principaux monastères et chartriers seigneuriaux de la région. Nombre de ces archives ont aujourd’hui disparu, ce qui rend l’ouvrage de Marca extrêmement utile pour toute recherche historique sur la région. 
Il est nommé archevêque de Paris en 1662 mais il meurt avant d’être installé.

## Publications

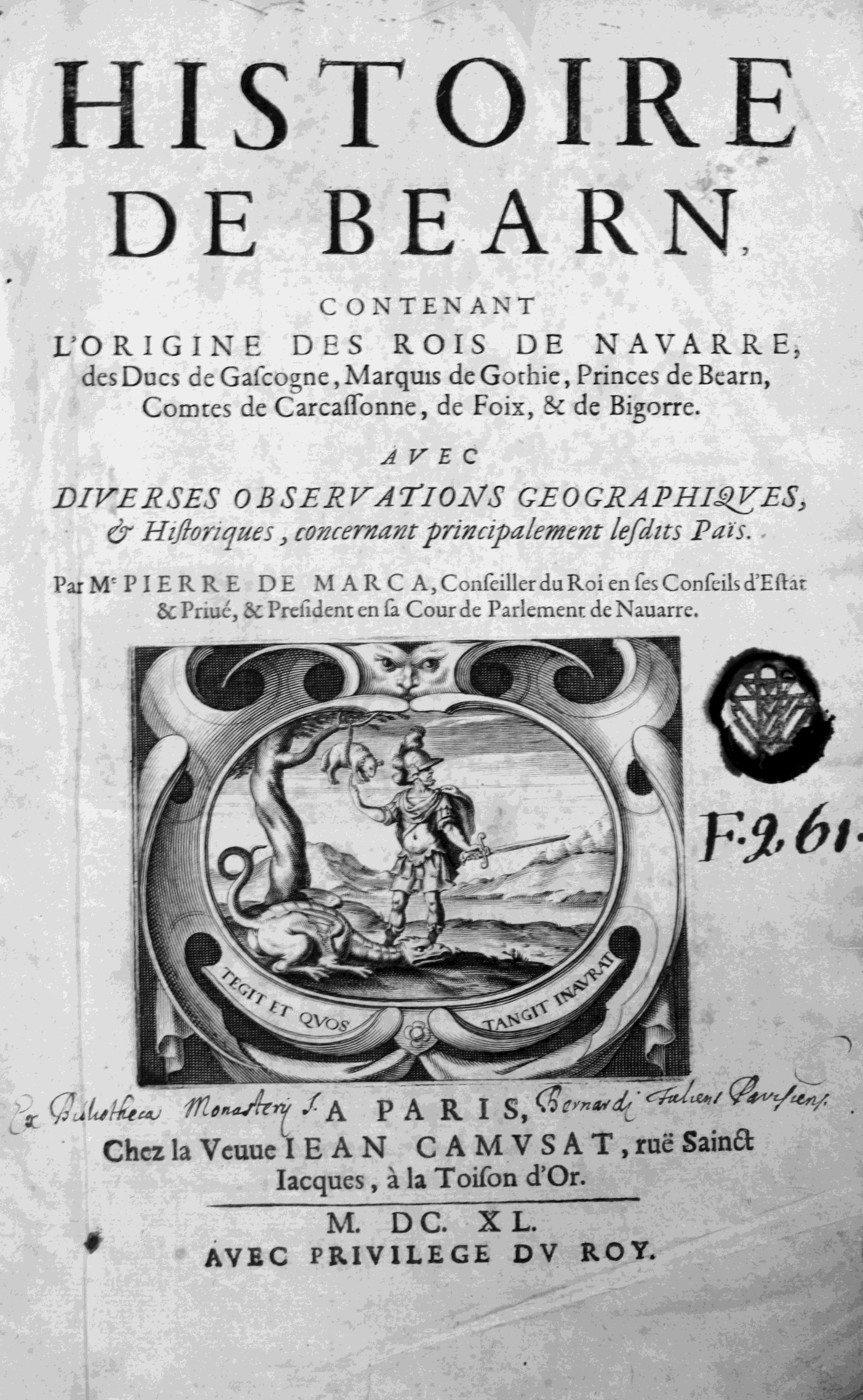
Édition originale

- Histoire de Béarn (lire en ligne). Premier ouvrage qui retrace toute l'histoire du Béarn, il est encore aujourd’hui utile pour les preuves, tirées d'archives disparues, qui l’accompagnent. (1640)
- Dissertationes de Concordia sacerdotii et imperii (De la concorde du sacerdoce et de l'Empire).
- Préface d'Étienne Baluze, Marca hispanica sive limes hispanicus, hoc est, Geographica & historica descriptio Cataloniae, Ruscinonis, & circum jacentium populorum. Accessere : I. Gesta veterum comitum barcinonensium & regum aragonensium, scripta circa annum MCCXC à quodam monacho rivipullensi. II. Nicolai Specialis Libri VIII rerum sicularum in quibus continetur historia bellorum inter reges Siciliae & Aragoniae gestorum ab anno MCCLXXXII usque ad annum MCCCXXXVII. III. Chronicon Barcinonense ab anno MCXXXVI usque ab annum MCCCX. IV. Chronicon Ulianense ab anno MCXIII usque ad annum MCCCCIX. V. Appendix auctorum veterum ab anno DCCCXIX usque ad annum MDXVII, Francis Muguet imprimeur, Paris, 1688 (lire en ligne)